# Maléna

Maléna, 2025

Maléna (* 10. Januar 2007 in Jerewan als Arpine Martojan; Armenisch: Արփինե Մարտոյան, auch Maléna Fox) ist eine armenische Sängerin. Sie gewann mit dem Titel Qami Qami den Junior Eurovision Song Contest 2021 und brachte damit den JESC 2022 nach Armenien.

## Kindheit und Jugend
Martojan wuchs als Tochter der Schauspielerin Anna Manucharjan in Jerewan auf. An ihrer Seite spielte sie in einigen Folgen einer armenischen Sitcom mit. Sie besucht die Musikschule Sayat Nova, an der sie Cello lernte.

## Karriere
2018 nahm Martojan unter dem Pseudonym Arpi an der Musikshow Depi Mankakan Evratesil teil, welche als Vorentscheidung für den Junior Eurovision Song Contest 2018 diente. Mit dem Titel Par (Tanz) schied sie jedoch im Halbfinale aus.
2020 wurde Martojan vom Plattenlabel TKN Entertainment des Musikers und Produzenten Tokionine unter Vertrag genommen und trat nunmehr unter dem Pseudonym Maléna Fox auf. Im selben Jahr wurde sie vom Armenischen Fernsehen intern ausgewählt, um Armenien beim JESC in Warschau zu vertreten. Jedoch wurde die Teilnahme aufgrund des Konflikts um die Region Bergkarabach kurzfristig zurückgezogen. Ihr eigentlich vorgesehener Wettbewerbsbeitrag Why wurde am 28. November 2020 und damit nur einen Tag vor Austragung des JESC veröffentlicht.
Am 17. November 2021 wurde Maléna erneut als Vertreterin Armeniens beim JESC bekanntgegeben, zwei Tage später folgte ihr Wettbewerbsbeitrag Qami Qami. Dieser wurde von Tokionine komponiert, den Text verfasste er zusammen mit Vahram Petrosyan und David Tserunyan sowie der Sängerin selbst. Beim Wettbewerb in der Musikhalle La Seine Musicale in der Nähe von Paris am 19. Dezember 2021 erhielt sie von den Jurys insgesamt 115 Punkte, darunter zwei Mal 12 Punkte, hinzu kamen 109 Punkte aus dem Online-Voting. Mit insgesamt 224 Punkten belegte sie den ersten Platz vor Polen und Gastgeber Frankreich und gewann damit den JESC. Es war der zweite Sieg Armeniens, nachdem bereits 2010 Wladimir Arsumanjan gewinnen konnte.